# Trachymene anisocarpa
Trachymene anisocarpa är en flockblommig växtart som först beskrevs av Porphir Kiril Nicolai Stepanowitsch Turczaninow, och fick sitt nu gällande namn av Brian Laurence Burtt. Trachymene anisocarpa ingår i släktet Trachymene och familjen flockblommiga växter. Inga underarter finns listade i Catalogue of Life.